# Yaminahua
Cet article concerne la langue yaminahua. Pour le peuple, voir Yaminahua (peuple).
Le yaminahua (ou yaminawa) est une langue panoane parlée en Amazonie péruvienne dans le département d'Ucayali et dans celui de Loreto, au Brésil, dans l'État d'Acre et en Bolivie, dans le département de Pando par 850 Yaminahua.